# Blizanowice
Blizanowice – osada w Polsce położona w województwie dolnośląskim, w powiecie wrocławskim, w gminie Siechnice.
Pół kilometra na wschód od miejscowości znajduje się główne koryto Odry, natomiast 1 km na północny zachód leży miejscowość Trestno. 

## Historia
Dnia 4 czerwca 1813 roku w miejscowości tej podpisano sześciotygodniowe zawieszenie broni pomiędzy armiami dowodzonymi przez Napoleona Bonaparte a wojskami Szóstej Koalicji.
W przeszłości znajdowało się tu PGR, obecnie w niektórych jego zabudowaniach mieszka kilka rodzin. Pozostała część zabudowy ulega postępującemu niszczeniu. Na południe od wsi znajduje się polder przeciwpowodziowy, przez który przebiega asfaltowa gminna droga do Siechnic, oraz wybudowana w latach 2009-2013 estakada Wschodniej Obwodnicy Wrocławia.
W latach 1975–1998 miejscowość należała administracyjnie do województwa wrocławskiego.